# The Rookie (film 1916 Davenport)
The Rookie è un cortometraggio muto del 1916 diretto da Harry Davenport.

## Produzione
Il film fu prodotto dalla Vitagraph Company of America.

## Distribuzione
Distribuito dalla General Film Company, il film - un cortometraggio in una bobina - uscì nelle sale cinematografiche statunitensi il 24 aprile 1916.